# Sexe, maraques i chihuahues
Sexe, maraques i chihuahues és un documental de 2016 dirigit per Diego Mas Trelles basat en la vida i l'univers creatiu del músic Xavier Cugat.

## Argument
El documental ret un homenatge a la vida del polifacètic compositor gironí Xavier Cugat que va conquistar Hollywood. Va participar en la banda sonora de les primeres pel·lícules amb so i aparèixer actuant al costat de la seva orquestra en diversos llargmetratges, sempre en el paper de director de música rítmica alhora que sostenia en els seus braços el seu gosset chihuahua.
El 1940 va gravar la cançó Perfidia amb el cantant Miguelito Valdés, convertint-se en un dels majors èxits del moment, a més de ser referent per a moltes altres orquestres com la de Pérez Prado. La seva orquestra va ser una pedrera d'artistes musicals de la qual van sorgir grans intèrprets de la cançó tropical. Es va fer amb la flor i nata de Hollywood: Charles Chaplin, Rodolfo Valentino, Greta Garbo, Frank Sinatra, i va ser a més de músic, un empresari d'èxit i dibuixant de tires còmiques per al diari "Los Angeles Times".

## Repartiment
- Isabel Coixet
- Joana Biarnes
- Nina
- Alex Zara
- Eduard Fornes
- Javier Gurruchaga
- Jesús Garcia Dueñas
- Oscar Gomez
- Roman Gubern
- Chucho Valdes